# Issa Diop
Issa Laye Lucas Jean Diop (Tolosa, 9 gennaio 1997) è un calciatore francese, di origini senegalesi, difensore del Fulham.

## Biografia
Nato in Francia da madre marocchina e padre senegalese.

## Caratteristiche tecniche
Difensore centrale molto fisico, dotato di una discreta tecnica individuale e con una forte personalità, è abile nel gioco aereo. Bravo nei recuperi e nelle chiusure difensive, spicca in fase di marcatura. Tra i migliori talenti della sua generazione, per le sue caratteristiche è stato paragonato a giocatori come Vincent Kompany e Jérôme Boateng.

## Carriera

### Club
Cresciuto nelle giovanili del Tolosa, il 28 novembre 2015 fa il suo debutto in prima squadra, nel match di Ligue 1 vinto per 2-0 contro il Nizza. Pochi giorni dopo, alla sua seconda presenza, trova il gol nello 0-3 sul campo del Troyes. Mantiene poi un posto da titolare, arrivando a chiudere la stagione con 21 presenze in campionato.
Dal 1º luglio 2018 è un nuovo giocatore del West Ham Utd.
Dopo 4 stagioni con il West Ham Utd si trasferisce al Fulham a titolo definitivo il 10 agosto 2022.

### Nazionale
Nel luglio 2016 trionfa agli Europei Under-19, segnando anche il gol del definitivo 4-0 in finale contro l'Italia.

## Statistiche

### Presenze e reti nei club
Statistiche aggiornate al 17 febbraio 2024.
| Stagione            | Squadra             | Campionato          | Campionato | Campionato | Coppe nazionali | Coppe nazionali | Coppe nazionali | Coppe continentali | Coppe continentali | Coppe continentali | Altre coppe | Altre coppe | Altre coppe | Totale | Totale |
| Stagione            | Squadra             | Comp                | Pres       | Reti       | Comp            | Pres            | Reti            | Comp               | Pres               | Reti               | Comp        | Pres        | Reti        | Pres   | Reti   |
| ------------------- | ------------------- | ------------------- | ---------- | ---------- | --------------- | --------------- | --------------- | ------------------ | ------------------ | ------------------ | ----------- | ----------- | ----------- | ------ | ------ |
| 2015-2016           | Tolosa              | L1                  | 21         | 1          | CF+CdL          | 1+1             | 0               | -                  | -                  | -                  | -           | -           | -           | 23     | 1      |
| 2016-2017           | Tolosa              | L1                  | 30         | 2          | CF+CdL          | 1+0             | 0               | -                  | -                  | -                  | -           | -           | -           | 31     | 2      |
| 2017-2018           | Tolosa              | L1                  | 34+2       | 3+0        | CF+CdL          | 2+3             | 0               | -                  | -                  | -                  | -           | -           | -           | 41     | 3      |
| Totale Tolosa       | Totale Tolosa       | Totale Tolosa       | 85+2       | 6+0        |                 | 8               | 0               |                    | -                  | -                  |             | -           | -           | 95     | 6      |
| 2018-2019           | West Ham Utd        | PL                  | 33         | 1          | FACup+CdL       | 2+3             | 0+1             | -                  | -                  | -                  | -           | -           | -           | 38     | 2      |
| 2019-2020           | West Ham Utd        | PL                  | 32         | 3          | FACup+CdL       | 2+2             | 0               | -                  | -                  | -                  | -           | -           | -           | 36     | 3      |
| 2020-2021           | West Ham Utd        | PL                  | 18         | 2          | FACup+CdL       | 2+1             | 0               | -                  | -                  | -                  | -           | -           | -           | 21     | 2      |
| 2021-2022           | West Ham Utd        | PL                  | 13         | 0          | FACup+CdL       | 3+3             | 0               | UEL                | 7                  | 1                  | -           | -           | -           | 26     | 1      |
| Totale West Ham Utd | Totale West Ham Utd | Totale West Ham Utd | 96         | 6          |                 | 18              | 1               |                    | 7                  | 1                  |             | -           | -           | 121    | 8      |
| 2022-2023           | Fulham              | PL                  | 25         | 1          | FACup+CdL       | 3+1             | 0               | -                  | -                  | -                  | -           | -           | -           | 29     | 1      |
| 2023-2024           | Fulham              | PL                  | 14         | 0          | FACup+CdL       | 2+5             | 0+1             | -                  | -                  | -                  | -           | -           | -           | 21     | 1      |
| Totale Fulham       | Totale Fulham       | Totale Fulham       | 39         | 1          |                 | 11              | 1               |                    | -                  | -                  |             | -           | -           | 50     | 2      |
| Totale carriera     | Totale carriera     | Totale carriera     | 222        | 13         |                 | 37              | 2               |                    | 7                  | 1                  |             | -           | -           | 266    | 16     |

## Palmarès

### Nazionale
- Campionato d'Europa Under-19: 1

2016